# Dobrokameanka, Baștanka
Dobrokameanka (în ucraineană Доброкам'янка) este un sat în comuna Kostîci din raionul Baștanka, regiunea Mîkolaiiv, Ucraina.

## Demografie
Componența lingvistică a localității Dobrokameanka
     Ucraineană (97,47%)
     Rusă (2,53%)
Conform recensământului din 2001, majoritatea populației localității Dobrokameanka era vorbitoare de ucraineană (97,47%), existând în minoritate și vorbitori de rusă (2,53%).